# Coda (álbum)
Coda é uma coletânea musical da banda de rock britânica, Led Zeppelin. Lançado em 19 de novembro de 1982, contém canções gravadas em concertos entre 1970 e 1978. Foi o nono e último álbum de estúdio lançado pela banda.

## Faixas
Lado 1
1. "We're Gonna Groove" (Ao vivo) (King, Bethea) - 2:42
2. "Poor Tom" (Page, Plant) - 3:03
3. "I Can't Quit You Baby" (Ao vivo) (Dixon) - 4:18
4. "Walter's Walk" (Page, Plant) - 4:31

Lado 2
1. "Ozone Baby" (Page, Plant) - 3:35
2. "Darlene" (Bonham, Jones, Page, Plant) - 5:07
3. "Bonzo's Montreux" (Bonham) - 4:19
4. "Wearing and Tearing" (Page, Plant) - 5:32

### Edição CD - 1993
1. "Baby Come On Home" (Berns, Page, Plant) - 4:30
2. "Travelling Riverside Blues" (Johnson, Page, Plant) - 5:11
3. "White Summer/Black Mountain Side" (Page) - 8:01
4. "Hey Hey What Can I Do" (Bonham, Jones, Page, Plant) - 3:55

| Críticas profissionais                                                      | Críticas profissionais |
| Avaliações da crítica                                                       | Avaliações da crítica  |
| Fonte                                                                       | Avaliação              |
| --------------------------------------------------------------------------- | ---------------------- |
| allmusic                                                                    | [ 2 ]                  |
| Robert Christgau                                                            | (B+)                   |
| Rolling Stone                                                               | [ 4 ]                  |
| Esta tabela precisa de ser acompanhada por texto em prosa. Consulte o guia. |                        |

## Certificações
| País                  | Vendas     | Certificação |
| --------------------- | ---------- | ------------ |
| Estados Unidos - RIAA | 1.000.000+ | Platina      |
| Reino Unido - BPI     | 60.000+    | Prata        |